# Lourdeskapelle (Matrei in Osttirol)

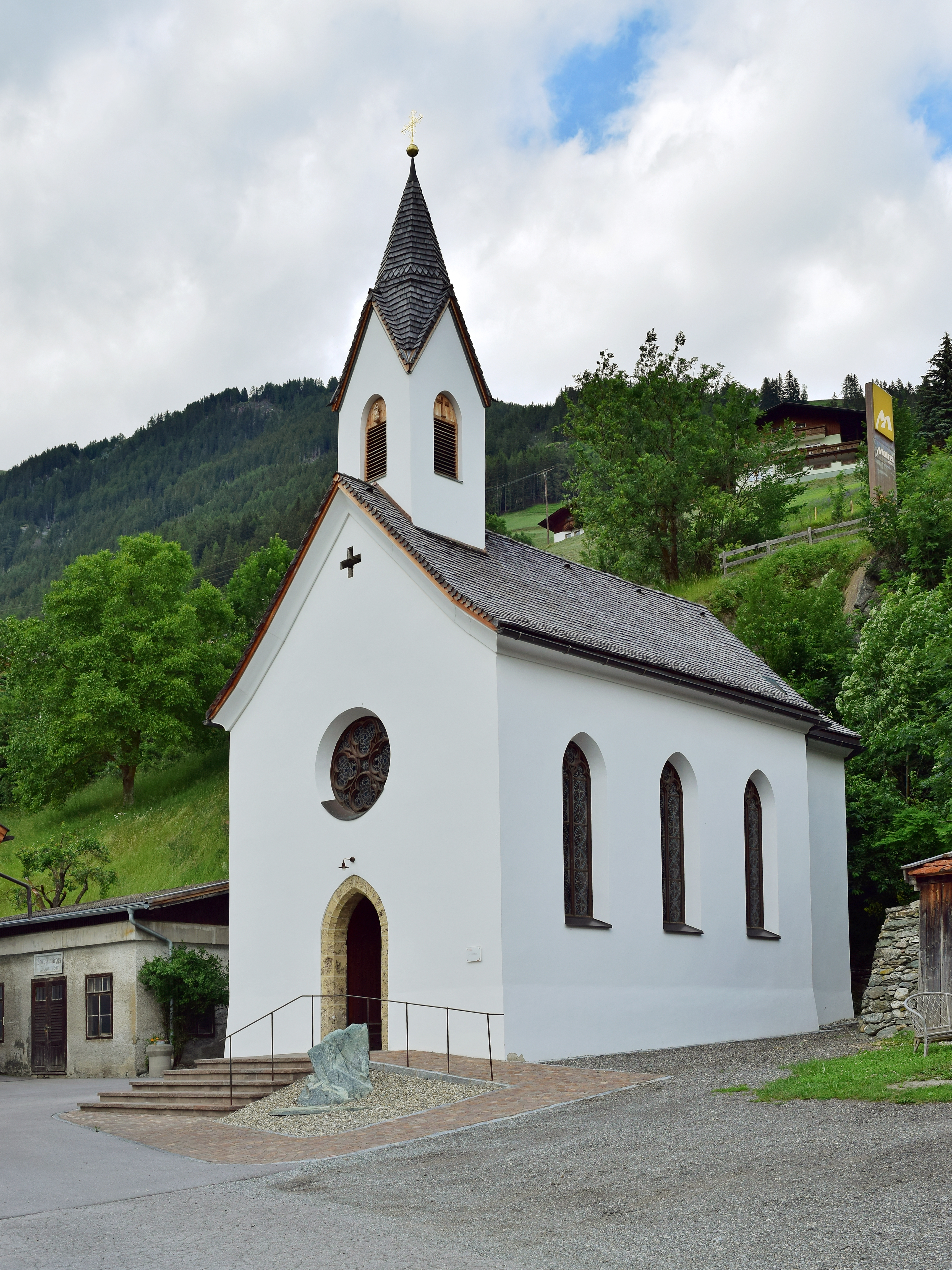
Lourdeskapelle

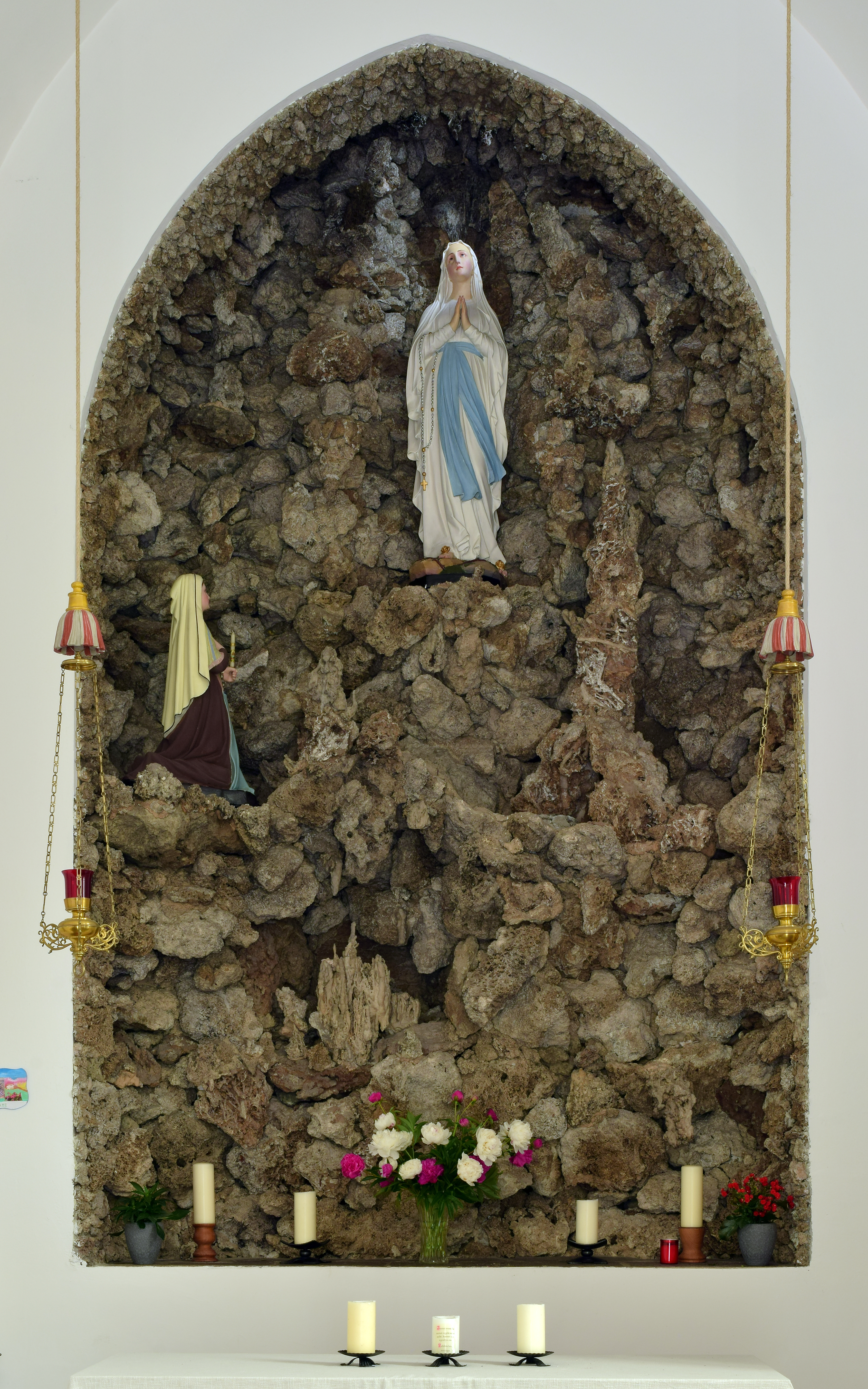
Lourdesgrotte

Die Lourdeskapelle ist eine denkmalgeschützte (Listeneintrag) Kapelle in der Gemeinde Matrei in Osttirol. Die Kapelle wurde zwischen 1903 und 1904 im Matreier Neumarkt errichtet.

## Geschichte
Die Lourdeskapelle wurde zwischen 1903 und 1904 auf Grund einer Initiative von Ignaz Niederegger und des Kooperators Georg Unterpranger auf dem Gelände seines Steinbruchs errichtet. Sie liegt heute unterhalb der in den 1960er Jahren errichteten Felbertauern Straße zwischen den Häusern Neumarktstraße 18 und Neumarktstraße 20. Nach Schäden durch Sprengarbeiten, die im Zuge der Errichtung der Felbertauern Straße entstanden, wurde die Kapelle in den Jahren 1976 und 1977 restauriert und am 1. Mai 1977 durch Dekan Josef Holaus wiedergeweiht.
Eine neuerliche Renovierung erfuhr die Kapelle 2015 und 2016. Neben diversen Renovierungsarbeiten samt Neueindeckung bekam die Kapelle einen neuen Vorplatz mit behindertengerechtem Zugang. Die Neueinsegnung erfolgte am 15. August 2016 durch GV Msgr. Engelbert Guggenberger.

## Bauwerk
Die Kapelle wurde in gotisierender Form erbaut und verfügt über einen rechteckigen Grundriss mit eingezogenem Chor. Der eingangsseitige Dachreiter wurde 1977 neu errichtet und verfügt über rundbogige Schallöffnungen, vier Giebel und einen oktogonalen Helm, wobei der Dachreiter von Kugel und Kreuz bekrönt wird. Das Eingangsportal wurde als spitzbogiges Portal ausgeführt und mit einer Tuffsteinumrahmung versehen. Darüber wurde ein Rundfenster mit Maßwerkrosette aus Holz eingelassen. Die Längswände sowie der Chor werden von spitzbogigen Fenstern durchbrochen.
Die dreijochige Kapelle wurde im Inneren mit einem Spitztonnengewölbe mit Stichkappen versehen. In der Nische der Stirnwand wurde eine Lourdesgrotte aus Tuffstein eingerichtet, die eine figurale Darstellung der heiligen Bernadette vor der Gottesmutter beherbergt. Des Weiteren wurde die Kapelle mit einem Kreuzweg aus kolorierten Stichen, einer Heiligen-Geist-Taube und einer Glocke ausgestattet.